# Analyse génétique
Pour les articles homonymes, voir Analyse.

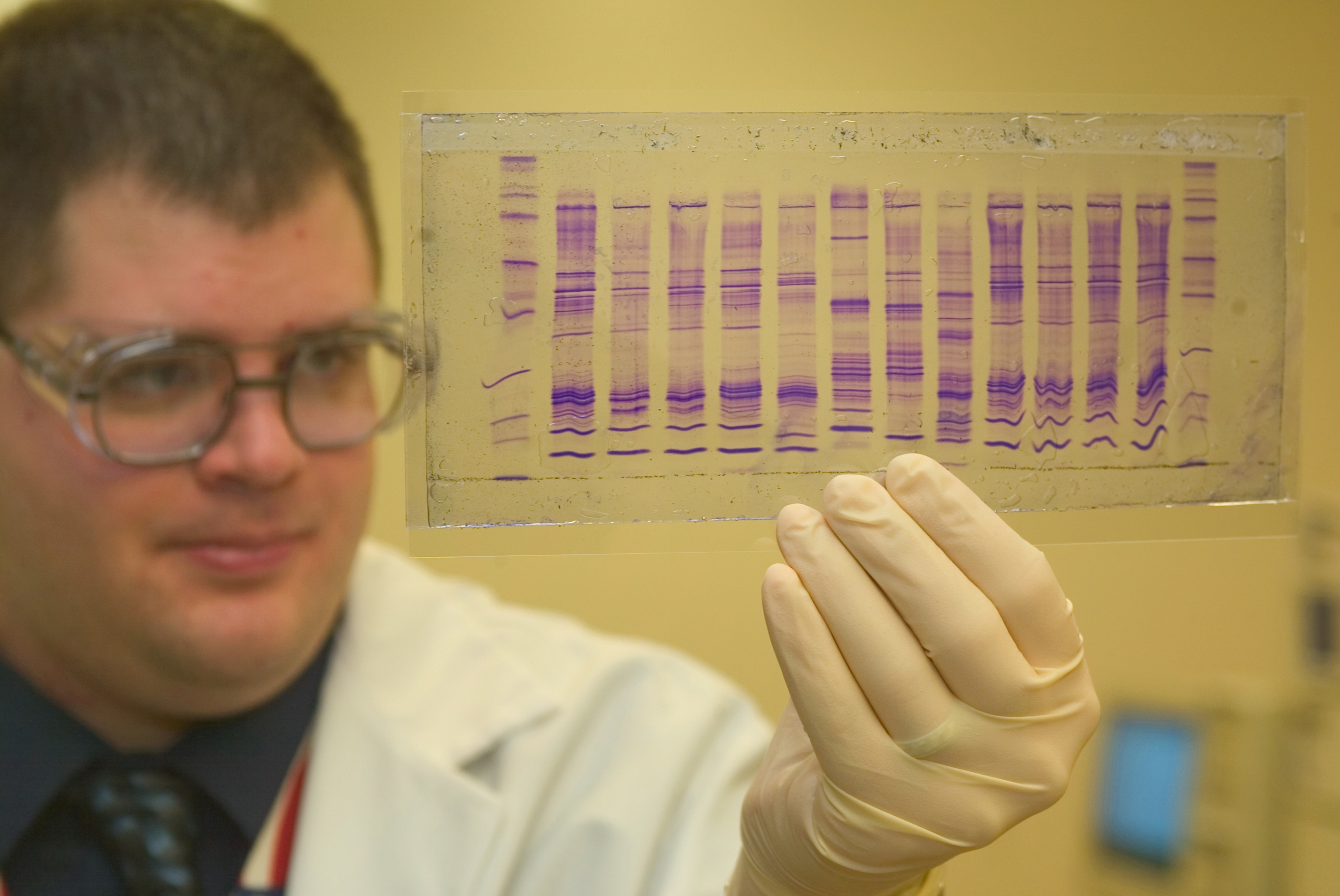
Analyse ADN réalisée par les douanes américaines pour déterminer l'origine d'une marchandise.

Une analyse génétique est une technique d'analyse du génome des cellules d'un organisme. Les analyses génétiques se pratiquent sur tout type d'organisme. Chez les humains elles sont utilisées dans un cadre médical ou juridique (enquêtes criminelles, ou, de façon controversée, immigration). On parle d'ADN récréatif lorsque l'analyse est produite à des fins commerciales, une pratique interdite en France.

## Différents types d'analyse
Ce peut être :
- une empreinte génétique pour établir une identité ;
- une analyse de l'ADN mitochondrial pour mettre en évidence une filiation mère-enfant ;
- un test de paternité pour établir le lien biologique entre un père et un enfant;
- un diagnostic génétique médicale pour dépister une éventuelle maladie génétique ou pour évaluer un risque ;
- une analyse de génome pour comparer l'ADN en phylogénie moléculaire ;
- le sexage ADN consiste à déterminer le sexe d'un individu par analyse d'un gène déterminant le sexe, quand le sexe n'est pas déterminable (cas d'un organisme jeune, notamment).

## Techniques d'analyse génétique

### Réaction en chaine par polymérase (PCR)
La réaction en chaine par polymérase est une technique de laboratoire utilisée pour amplifier des séquences d'ADN spécifiques, la conception des amorces est cruciale pour la performance d'un test PCR, car des interactions complémentaires entre elles peuvent nuire à l'amplification efficace de la séquence cible. Les amorces, ainsi que les sondes utilisées dans la PCR en temps réel, offrent une spécificité élevée, qui dépend de leur longueur et de la température d'annealing appliquée. Les amorces sont choisies pour se fixer à la chaîne d'ADN dans le sens 5' à 3' (amorce inverse), tandis que la chaîne dans le sens 3' à 5' (amorce directe) est complémentaire. Le produit de la réaction PCR, connu sous le nom d'amplicon, est défini par la distance en paires de bases (pb) entre les extrémités 5' des amorces. En général, les amplicons pour la PCR conventionnelle mesurent entre 200 et 1000 pb, tandis que ceux pour la PCR en temps réel sont généralement plus courts, variant de 70 à 200 pb.

### Séquençage de l'ADN
Le séquençage d'ADN repose sur un processus en plusieurs étapes. Tout d'abord, l'ADN double brin est dénaturé pour séparer les brins. Ensuite, une hybridation de courtes séquences d'ADN, appelées amorces, a lieu pour initier la synthèse de nouveaux brins d'ADN complémentaires. Ce processus inclut également une phase d'élongation, où une nouvelle séquence d'ADN est synthétisée. Ce cycle de dénaturation, d'hybridation et d'élongation est répété plusieurs fois, permettant d'amplifier la région cible de l'ADN. Les séquences amplifiées sont choisies en fonction de leur polymorphisme élevé, ce qui permet une identification précise des individus à partir de traces biologiques.

### Séquençage de nouvelle génération (NGS)
Les techniques de séquençage de nouvelle génération (NGS) permettent d'analyser des régions d'ADN spécifiques afin de déterminer avec précision la séquence nucléotidique. Plusieurs types d'analyses sont associés au NGS, notamment le test de panel multigénique, le séquençage de l'exome entier (WES) et le séquençage du génome entier (WGS). Bien que les régions d'intérêt varient selon le type d'analyse (le test de panel se concentre sur les exons des gènes liés à un phénotype spécifique, le WES examine tous les exons de tous les gènes, et le WGS inclut à la fois exons et introns), les protocoles techniques restent utilisés de manière similaire.

## Tests diagnostiques

### Test d'ADN libre circulant
Le test d'ADN fœtal libre est un test non invasif (pour le fœtus). Il est réalisé à partir d'un échantillon de sang veineux de la mère et peut fournir des informations sur le fœtus au début de la grossesse.
Le dépistage chez le nouveau-né est utilisé juste après la naissance pour identifier les maladies génétiques qui peuvent être traitées à un stade précoce de la vie. Un échantillon de sang est prélevé par une piqûre au talon du nouveau-né 24 à 48 heures après la naissance et envoyé au laboratoire pour analyse. Aux États-Unis, la procédure de dépistage néonatal varie d'un État à l'autre, mais tous les États sont tenus par la loi de rechercher au moins 21 maladies. Si des résultats anormaux sont obtenus, cela ne signifie pas nécessairement que l'enfant est atteint du trouble en question. Les tests de diagnostic doivent suivre le dépistage initial pour confirmer la maladie. Le dépistage systématique de certains troubles chez les nourrissons est l'utilisation la plus répandue des tests génétiques - des millions de bébés sont testés chaque année aux États-Unis. Tous les États testent actuellement les nourrissons pour la phénylcétonurie, une maladie génétique qui provoque des troubles mentaux si elle n'est pas traitée, et l'hypothyroïdie congénitale (un trouble de la glande thyroïde). Les personnes atteintes de PCU ne possèdent pas l'enzyme nécessaire à la transformation de l'acide aminé phénylalanine, qui est responsable de la croissance normale des enfants et de l'utilisation normale des protéines tout au long de leur vie. En cas d'accumulation d'une trop grande quantité de phénylalanine, le tissu cérébral peut être endommagé, ce qui entraîne unp retard de développement. Le dépistage néonatal peut détecter la présence de la PCU, ce qui permet aux enfants de suivre un régime spécial pour éviter les effets de la maladie.

### Test prédictif et présymptomatique
Le test prédictif et présymptomatique est utilisé pour détecter les mutations génétiques associées à des troubles qui apparaissent après la naissance, souvent plus tard dans la vie. Ces tests peuvent être utiles aux personnes dont un membre de la famille est atteint d'une maladie génétique, mais qui ne présentent pas elles-mêmes de caractéristiques de la maladie au moment du test. Les tests prédictifs permettent d'identifier les mutations qui augmentent les risques de développer des maladies d'origine génétique, comme certains types de cancer. Les tests présymptomatiques permettent de déterminer si une personne développera une maladie génétique, telle que l'hémochromatose, une maladie de surcharge en fer, avant l'apparition de tout signe ou symptôme. Les résultats des tests prédictifs et présymptomatiques peuvent fournir des informations sur le risque d'une personne de développer une maladie spécifique, aider à la prise de décision et à l'élaboration d'un plan d'action.

### Pharmacogénomique
La pharmacogénomique détermine l'influence des variations génétiques sur la réponse aux médicaments. Lorsqu'une personne souffre d'une maladie ou d'un problème de santé, la pharmacogénomique peut examiner la constitution génétique de l'individu afin de déterminer quel médicament et quel dosage seraient les plus sûrs et les plus bénéfiques pour le patient. Dans la population humaine, il existe environ 11 millions de polymorphismes nucléotidiques simples (SNP) dans les génomes, ce qui en fait les variations les plus courantes du génome humain. Les SNP révèlent des informations sur la réaction d'un individu à certains médicaments. Ce type de test génétique peut être utilisé pour les patients cancéreux sous chimiothérapie : un échantillon du tissu cancéreux peut être envoyé pour analyse génétique à un laboratoire spécialisé. Après analyse, les informations récupérées peuvent identifier des mutations dans la tumeur qui peuvent être utilisées pour déterminer la meilleure option de traitement.

## Tests non diagnostiques

### Test médico-légaux
Le test médico-légal utilise des séquences d'ADN pour identifier une personne à des fins juridiques. Contrairement aux tests décrits ci-dessus, le test médico-légal n'est pas utilisés pour détecter des mutations génétiques associées à des maladies. Ce type de test permet d'identifier les victimes d'un crime ou d'une catastrophe, d'exclure ou d'impliquer un suspect ou d'établir des relations biologiques entre des personnes (par exemple, la paternité).

### Test de paternité
Le test de paternité est utilisé des marqueurs d'ADN spéciaux pour identifier des modèles d'hérédité identiques ou similaires entre des individus apparentés. Partant du principe qu'un individu hérite d'une moitié de notre ADN du père et d'une moitié de la mère, les spécialistes de l'ADN testent les individus pour trouver la correspondance des séquences d'ADN au niveau de certains marqueurs très différents afin de tirer la conclusion d'un lien de parenté.

### Test ADN généalogique
Le test ADN généalogique est utilisé pour déterminer l'ascendance ou le patrimoine ethnique pour la généalogie génétique.

### Test de recherche
Le test de recherche permet de découvrir des gènes inconnus, d'apprendre comment fonctionnent les gènes et de faire progresser la compréhension des maladies génétiques. Les résultats des tests effectués dans le cadre d'une étude de recherche ne sont généralement pas accessibles aux patients ou à leurs prestataires de soins de santé.

## Immigration
En France en 2007, Thierry Mariani a proposé un amendement — finalement rejeté — au projet de loi sur l'immigration qui prévoyait que le regroupement familial serait conditionné à des tests ADN. Au Royaume Uni, l'agence des frontières du Home Office débute un projet pilote controversé utilisant la génétique pour déterminer la nationalité de demandeurs d'asile kényans qui se déclareraient somaliens. Les scientifiques britanniques en ont remis en question la validité,.